# Splitboard
A splitboard egy olyan különleges túrázásra kifejlesztett snowboard, mely manapság a freeride snowboardozásnak egy külön irányzatává vált. A pályán kívüli (off-piste) csúszás, a nehezen megközelíthető, elszigetelt területen (backcountry) fekvő, érintetlen, szűzhavas lejtők megközelítése a splitboard megszületésével már nem csak a túrasízést művelők kiváltsága.

## Története
A bolognai Nicolò Manaresi 1989-90 telén kezdett kísérletezni egy hosszában kettévágott snowboarddal, majd 1990 márciusában be is jegyeztette az első szabadalmat. Egy hónappal később cikk jelent meg róla az olasz „Skate/Snow/Board” magazinban.
1991-ben Brett "Kowboy" Kobernik hozott egy nyers prototípust egy splitboardról Mark "Wally" Wariakoisnak, aki a Voile feltalálója volt. Ebben az időben Wally intenzíven fókuszált a síelés innovációjára, de látta a jövő sikerét Kowboy nyers designjában. A következő pár évben Kowboy és Wally finomítottak az ötleten és 1994-ben piacra dobták az első „DIY Voile Split Kit”-et. Ez volt a splitboard forradalom kezdete.
Az 1990-es években megszületett első darabok mára kiforrottá váltak , ennek köszönhetően elsősorban Amerikában és Kanadában folyamatosan növekvő tábornak örvendhet. Manapság Európában az Alpokban is találkozhatunk ezzel a különleges snowboarddal, jelenleg Magyarországon még igen kevesen hódolnak ennek a nagyszerű sportnak, hiszen területi adottságaink nem kedveznek neki. Összességében elmondható, hogy a világon évről-évre növekvő tendenciát mutat a splitboard snowboardot használók tábora. 

## Leírása
Ez a speciális snowboard deszka középen hosszirányban két részre osztható, és két önálló, mindkét oldalt kantnival rendelkező „síléccé” alakítható, melyekre természetesen a kötések is hosszirányban felszerelhetőek. Ennek jelentősége a hegyre felfelé való haladáskor kerül előtérbe, így ötvözve a túrasít a snowboarddal. A felfelé haladást megkönnyíti a „sílécek” talpára ragasztott „fóka” vagy más néven „szőrme”, amely megakadályozza a léceknek a meredek lejtőkön való visszacsúszását. Régen fókaszőrből készítették a szőrmét, manapság ezt szerencsére felváltották a szintetikus anyagok. A keményre fagyott havon (firn) való feljutáshoz a fóka általában kevésnek bizonyul, ezért nélkülözhetetlen kelléke a túrázásnak a firnvas, melyet a kötés és a léc közé helyezhetünk fel, ez a léc megterhelésekor belemélyed a kemény hóba (firnbe), ezzel megakadályozva a lécek visszacsúszását. A felfelé haladáshoz egy pár teleszkópos síbot is segítségünkre van, melyeket lefelé csúszáskor a hátizsákunkban szállítunk. A feljutáshoz elengedhetetlen a speciális snowboard kötés, mely felfelé haladáskor sífutó illetve telemark kötéshez hasonló mozgást enged a lábaknak, vagyis csak a kötés orr-része van rögzítve és a sarok rész elemelkedik a lécektől. Gyakorlatilag bármilyen snowboard kötés használható, hiszen az egész kötésrendszer mibenlétét a Voile cég által kifejlesztett és méltán elterjedt átalakító szett (Voile Split Kit) teszi lehetővé. Létezik egy „alpin kötést” és sítúra bakancsot használó irányzat is, bár ezeket használók száma elhanyagolható. Kezdetben a splitboardozáshoz is hagyományos puha snowboard bakancsot (softboots) használtak, manapság a sportszergyártók speciális splitboard bakancsot gyártanak, melyek ötvözik a puha snowboard cipőket és a hegymászó bakancsokat. Így az igazán vad terepen, ahol már csak a hátunkon tudjuk felvinni a deszkánkat, felcsatolhatjuk bakancsunkra – a hegymászásból ismert – félautomata hágóvasunkat is. Úti célunkat elérve a hegyen pár perc alatt átalakíthatjuk „sítúra lécünket” egy igazi freeride snowboard deszkává, mely a megemelt orr rész miatt (S- Rocker deszka) a porhó birodalmában mutatja meg nekünk valós arcát. A „fókát” eltávolítjuk a lécekről és összehajtjuk ügyelve, hogy a ragacsos rész ne érintkezzen a szőrme oldalával, majd a hátizsákunkba helyezünk, hiszen a csúszáskor nem lesz rá szükségünk. A kötést – amelyet síléc funkcióban csak egy acél stift tart –, eltávolítjuk a lécekről. A két lécet hosszanti oldaluknál összeillesztve a rögzítők segítségével, máris egy freeride snowboard deszkát kapunk, melyekre a lesikláskor használt kötésszögeknek megfelelően egy sínes megoldás segítségével rögzítjük a kötéseket. Ezek kereszt irányban plusz merevítést adnak a splitboard deszkának. Így teszi alkalmassá splitboard deszkánkat a lesiklásra.

## Linkek
Splitboard összeszerelése (videó)